# Merchant aircraft carrier

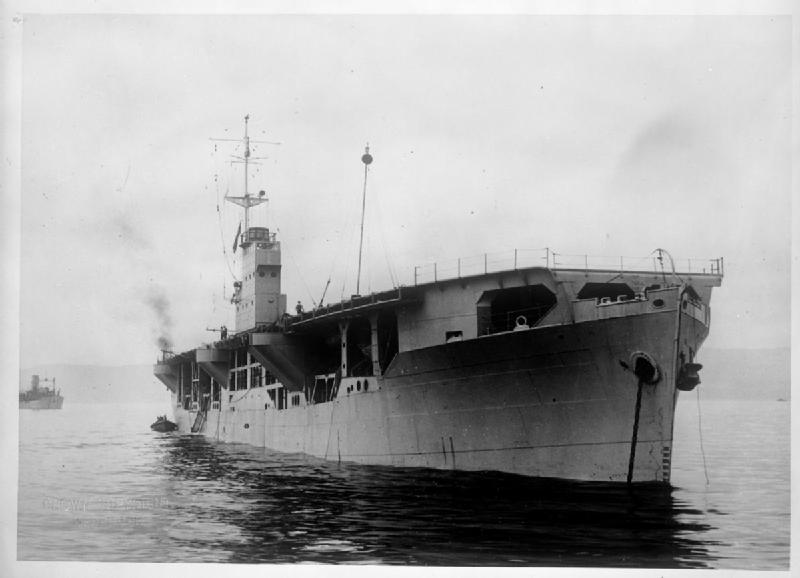
MV „Rapana”

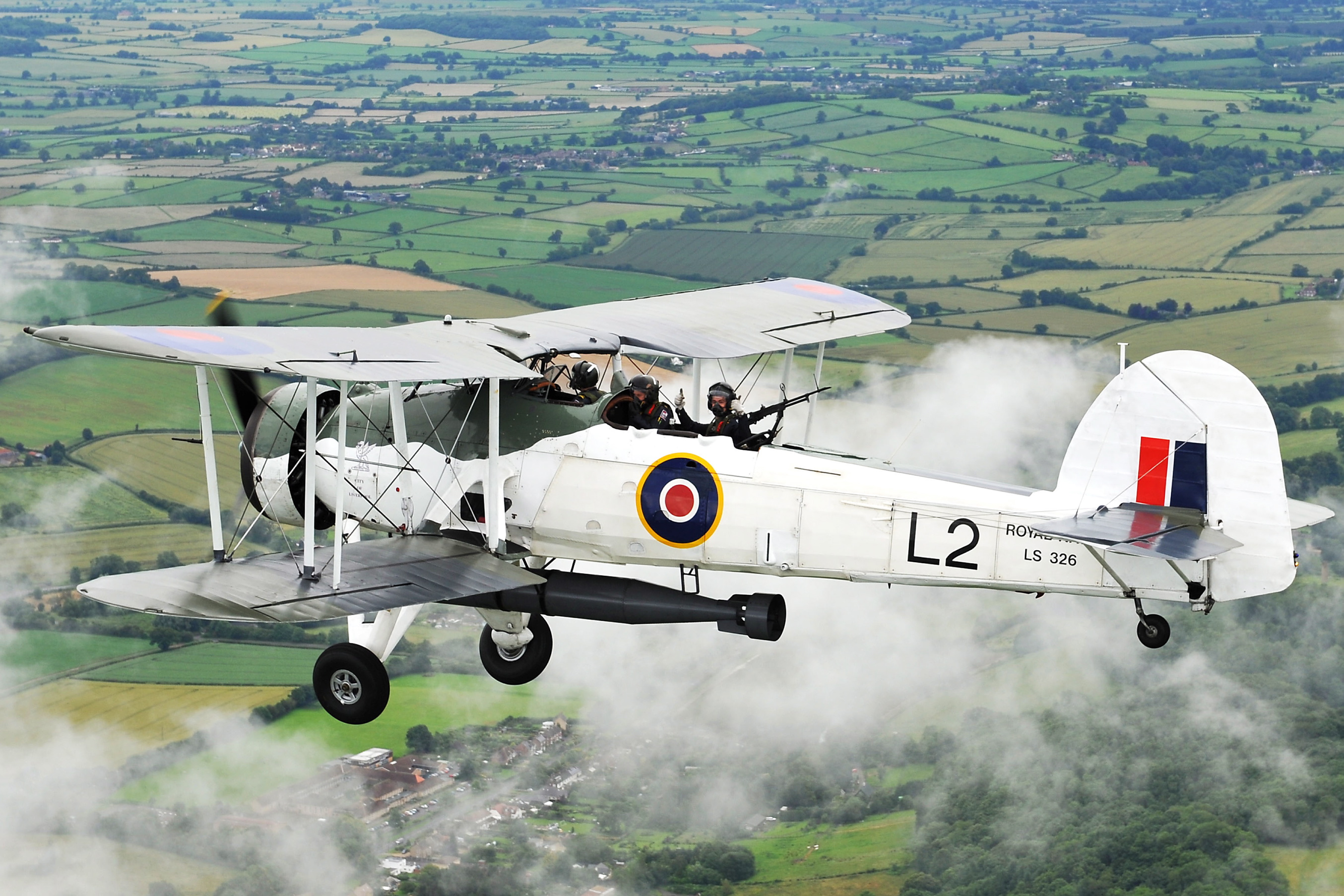
Zachowany w stanie zdatnym do lotu Swordfish Mk. II LS326 (2012). W czasie wojny samolot operował z pokładu MV „Rapana”

Merchant aircraft carrier, skrótowo MAC, alternatywnie MAC-ship – statki handlowe przystosowywane do pełnienia roli pomocniczych lotniskowców eskortowych podczas II wojny światowej, pływające pod banderą brytyjską i holenderską. W polskim piśmiennictwie funkcjonuje też określenie: lotniskowiec transportowy.

## Geneza i budowa
Podczas walk w osłonie alianckich konwojów morskich, zwłaszcza w trakcie bitwy o Atlantyk, uwidoczniła się konieczność posiadania osłony lotniczej wspomagającej walkę z okrętami podwodnymi i lotnictwem morskim przeciwnika Lotniskowce były jednak zbyt nielicznymi i cennymi okrętami, żeby mogły być angażowane do osłony konwojów, zwłaszcza że ich głównym przeznaczeniem był udział w akcjach bojowych marynarki wojennej. Rozwiązaniem okazało się wprowadzenie lotniskowców eskortowych - mniejszych, prostszych i tańszych w budowie, przebudowywanych ze statków handlowych lub budowanych seryjnie według technologii cywilnych. Jednakże przemysł brytyjski był podczas wojny zbyt obciążony, by je produkować, i w kolejnych latach do służby weszły tylko pojedyncze jednostki. Półśrodkiem, który miał złagodzić te problemy, było wprowadzenie na początku 1942 roku statków catapult aircraft merchant (CAM-ship). Były to jednostki handlowe wyposażone w katapultę wystrzeliwującą w razie zagrożenia myśliwiec Hawker Hurricane (starszej wersji). Po wykonaniu zadania, gdy nie było możliwości powrotu na ląd, samolot wodował i był tracony, a pilot po skoku ze spadochronem był podejmowany z wody.
Rozwiązanie to miało oczywiste wady, dlatego kolejnym pomysłem były wprowadzenie zmodyfikowanych statków handlowych z nadbudowanym pokładem lotniczym, z którego samoloty mogły startować i lądować. Statki nazwano MAC-ship (merchant aircraft carrier - dosłownie „lotniskowiec towarowy”). W polskim piśmiennictwie zaproponowano tłumaczenie nazwy klasy jako lotniskowiec transportowy.
Pierwszym statkiem MAC był masowiec (zbożowiec – jednostka do przewozu ziarna) „Empire MacAlpine”, zwodowany w 1942 roku, w służbie od kwietnia 1943, a kolejnymi dalsze pięć statków typu Empire MacAlpine. Miały one nośność 13 000 t, długość 132 m, szerokość pokładu lotniczego 19 m, prędkość 13 węzłów, napęd: silnik wysokoprężny o mocy 3300 KM (pierwszy statek typu osiągał prędkość 11 w. i moc napędu 2500 KM). Statki te zabierały 4 samoloty w hangarze i były uzbrojone w 7 działek przeciwlotniczych 40 mm. Statki tego typu przewoziły w ładowniach 6450 ton ziarna.
Następnie przebudowano na statki MAC trzynaście zbiornikowców typu Rapana. Miały one nośność 17 000 t, długość 148 m, szerokość pokładu lotniczego 19 m, prędkość 11 węzłów, napęd: silnik wysokoprężny o mocy 3300 KM. Statki te zabierały 3 samoloty na pokładzie (nie posiadały hangaru) i były oprócz tego uzbrojone w 9 działek 40 mm.
Na statkach MAC typowe nadbudówki zastąpiono umieszczonym na większości długości statku pokładem lotniczym i niewielką nadbudówką wyspową, przez co przybrały wygląd zbliżony do małych lotniskowców. W odróżnieniu od lotniskowców eskortowych, również przebudowywanych z jednostek handlowych, konwersja statków MAC była jednak znacznie mniej daleko idąca. Przede wszystkim zachowywały one swoje funkcje transportowe, przez to zabierały one mniej samolotów od lotniskowców eskortowych, i w dalszym ciągu formalnie zaliczane były do statków, nie okrętów.
Statki MAC przenosiły samoloty typu Fairey Swordfish Mk. II i Mk. III, uzbrojone w bomby głębinowe i niekierowane pociski rakietowe, których podstawowym zadaniem stało się wykrywanie i zwalczanie okrętów podwodnych zagrażających konwojom. Przy niesprzyjających warunkach startowych możliwe było użycie pomocniczych silników rakietowych.
Statki te posiadały załogę cywilną oraz nieliczną wojskową; personel lotniczy pochodził z dywizjonów Fleet Air Arm.
Statki MAC było również często wykorzystywane w roli transportowców samolotów przerzucanych do Europy z Ameryki Północnej, od września 1944 roku część z nich wyposażono w instalacje umożliwiające uzupełnianie paliwa jednostkom eskorty.
Samoloty z jednostek MAC nie odniosły bezpośrednich sukcesów w postaci zatopienia U-Boota, niemniej jednak nie do przecenienia była ich odstraszająca przeciwnika obecność w konwoju; ostatni atak na okręt podwodny samolotu z „Empire MacAndrew” miał miejsce 20 kwietnia 1945 roku. Jedyną ofiarą Swordfishy ze statków MAC padł sojuszniczy podwodny stawiacz min marynarki Wolnej Francji „La Perle” („Perle”) typu Saphir zatopiony 8 lipca 1944 roku na północnym Atlantyku przez samoloty z „Empire MacCallum” i „Empire MacColl”.
Planowano budowę 32 statków MAC, lecz dalszą budowę zarzucono po wejściu do służby 19 jednostek. Przyczyną było głównie wprowadzanie od 1942 roku do ochrony konwojów masowo budowanych w USA lotniskowców eskortowych, które posiadały większe możliwości bojowe i były lepiej przystosowane do operacji lotniczych. Od września 1944 roku rozpoczęto przywracanie kolejnym statkom MAC ich pierwotnej funkcji, nasilone po kapitulacji III Rzeszy w maju 1945 roku. 
Statki MAC:
- typu Empire MacAlpine
  - „Empire MacAlpine”
  - „Empire MacAndrew”
  - „Empire MacCallum”
  - „Empire MacDermott”
  - „Empire MacKendrick”
  - „Empire MacRae”
- typu Rapana
  - „Acavus”
  - „Adula”
  - „Alexia”
  - „Amastra”
  - „Ancylus”
  - „Gadila” (pod banderą holenderską)
  - „Macoma” (pod banderą holenderską)
  - „Miralda”
  - „Rapana”
  - „Empire MacKay”
  - „Empire MacMahon”
  - „Empire MacCabe”
  - „Empire MacColl”

W 1944 roku także w Japonii podjęto niezależnie budowę dwóch typów zbiornikowców z pokładem lotniczym, projektowanych według zbliżonej koncepcji do statków MAC, ale z większym naciskiem na rolę eskortową, co przejawiało się w większej szybkości, liczbie zabieranych samolotów i silniejszym uzbrojeniu przeciwlotniczym. Personel miał być w większości cywilny, a statki miały należeć do prywatnych armatorów. Dla marynarki wojennej projektowano typ Shimane Maru (planowane cztery okręty, wyporność 12 000 t, długość 161 m, prędkość 19 w, 12 samolotów). Dla armii japońskiej natomiast projektowano typ Yamashiro Maru (planowane dwa okręty: „Yamashiro Maru”, „Chigusa Maru”, wyporność 15 864 t, długość 157,5 m, prędkość 15 w., 8 samolotów).  Jedynie „Yamashiro Maru” (armijny) i „Shimane Maru” (marynarki) zostały ukończone w 1945, przed zakończeniem wojny. „Shimane Maru” nie osiągnął jednak gotowości operacyjnej i nie wszedł do służby.